# Juncus uniflorus
Juncus uniflorus là một loài thực vật có hoa trong họ Juncaceae. Loài này được W.W.Sm. mô tả khoa học đầu tiên năm 1914.